# Nowa Anglia
Nowa Anglia (ang. New England) – region Stanów Zjednoczonych ulokowany na północnym wschodzie kraju. Nowa Anglia składa się z sześciu stanów: Maine, New Hampshire, Vermont, Massachusetts, Rhode Island i Connecticut.
Pierwotnie region ten był zamieszkany przez indiańskich autochtonów. 21 listopada 1620 roku angielscy purytanie, uciekając przed prześladowaniami, dotarli na te tereny i założyli miasto Plymouth, dając początek kolonizacji przez Europejczyków. Założenie Plymouth stało się zaczynem do budowy kolejnych miast w Nowej Anglii. Przybywający na te tereny liczni angielscy i szkoccy emigranci zakładali kolejne miasta, coraz bardziej zasiedlając dzikie tereny. Z czasem powstały miasta: Boston, Nantucket, New Bedford, czy słynne z procesu o czary miasto Salem.
Nowa Anglia odegrała znaczną rolę w ruchu abolicjonistycznym, który doprowadził w późniejszym okresie do zniesienia niewolnictwa. Nowa Anglia jest także, wraz z Doliną Krzemową i stanem Illinois, zagłębiem intelektualnym Stanów Zjednoczonych. Słynie bowiem jako region, w którym znajdują się znane prestiżowe prywatne uczelnie. Należą do nich: Uniwersytet Harvarda, Uniwersytet Yale, Massachusetts Institute of Technology, Uniwersytet Browna, Dartmouth College. Stąd także pochodziło aż 8 z 46 dotychczasowych amerykańskich prezydentów. To tutaj rozwinęły się amerykańska literatura i filozofia, utworzono pierwsze szkoły publiczne oraz rozpoczęła się rewolucja przemysłowa na terenie Stanów Zjednoczonych.

## Podział terytorialny i ludność
| Stany Nowej Anglii | Stany Nowej Anglii | Stolica    | powierzchnia (w km²) | Ludność (2019) |
| ------------------ | ------------------ | ---------- | -------------------- | -------------- |
| 1                  | Massachusetts      | Boston     | 27 336 km²           | 6 892 503      |
| 2                  | Connecticut        | Hartford   | 14 357 km²           | 3 565 287      |
| 3                  | New Hampshire      | Concord    | 24 214 km²           | 1 359 711      |
| 4                  | Rhode Island       | Providence | 4001 km²             | 1 059 361      |
| 5                  | Vermont            | Montpelier | 24 906 km²           | 623 989        |
| 6                  | Maine              | Augusta    | 91 633 km²           | 1 344 212      |

### Główne miasta
1. Boston, Massachusetts: 692 600
2. Worcester, Massachusetts: 185 428
3. Providence, Rhode Island: 179 883
4. Springfield, Massachusetts: 153 606
5. Bridgeport, Connecticut: 144 399
6. New Haven, Connecticut: 130 250
7. Stamford, Connecticut: 129 638
8. Hartford, Connecticut: 122 105
9. Cambridge, Massachusetts: 118 927
10. Manchester, New Hampshire: 112 673
11. Lowell, Massachusetts: 110 997[1]

### Podział etniczny i językowy
- Około 90% mieszkańców Nowej Anglii to potomkowie białych emigrantów z Europy. Najwięcej (96,9%) mieszkańców pochodzenia europejskiego w stosunku do całej populacji, mieszka w stanach Maine i Vermont. Najmniej (86,7%) białych w stosunku do reszty, mieszka w najbardziej kosmopolitycznym stanie Nowej Anglii, Massachusetts. Jest to związane głównie z rozrastaniem się aglomeracji bostońskiej i imigracją na te tereny licznej kadry naukowej z całego świata.
- Drugą po białych największą grupą etniczną są Afroamerykanie, którzy stanowią ok. 5–7% mieszkańców. Stosunkowo najwięcej w porównaniu do reszty ludności, jest ich w stanie Connecticut. Według wyników ostatniego[którego?] spisu Afroamerykanie stanowią 10,1% ludności.
- W Nowej Anglii ok. 0,4% mieszkańców to potomkowie mieszkających na tych terenach Indian.
- Najpowszechniej używanym językiem jest język angielski (82,9%), a za nim hiszpański (6,42%), portugalski (2,14%) i francuski (2,07%)[2].
- Najbardziej dynamicznie rosnącą grupą etniczną są Latynosi, pochodzący głównie z Dominikany i Portoryko[3].

### Religia

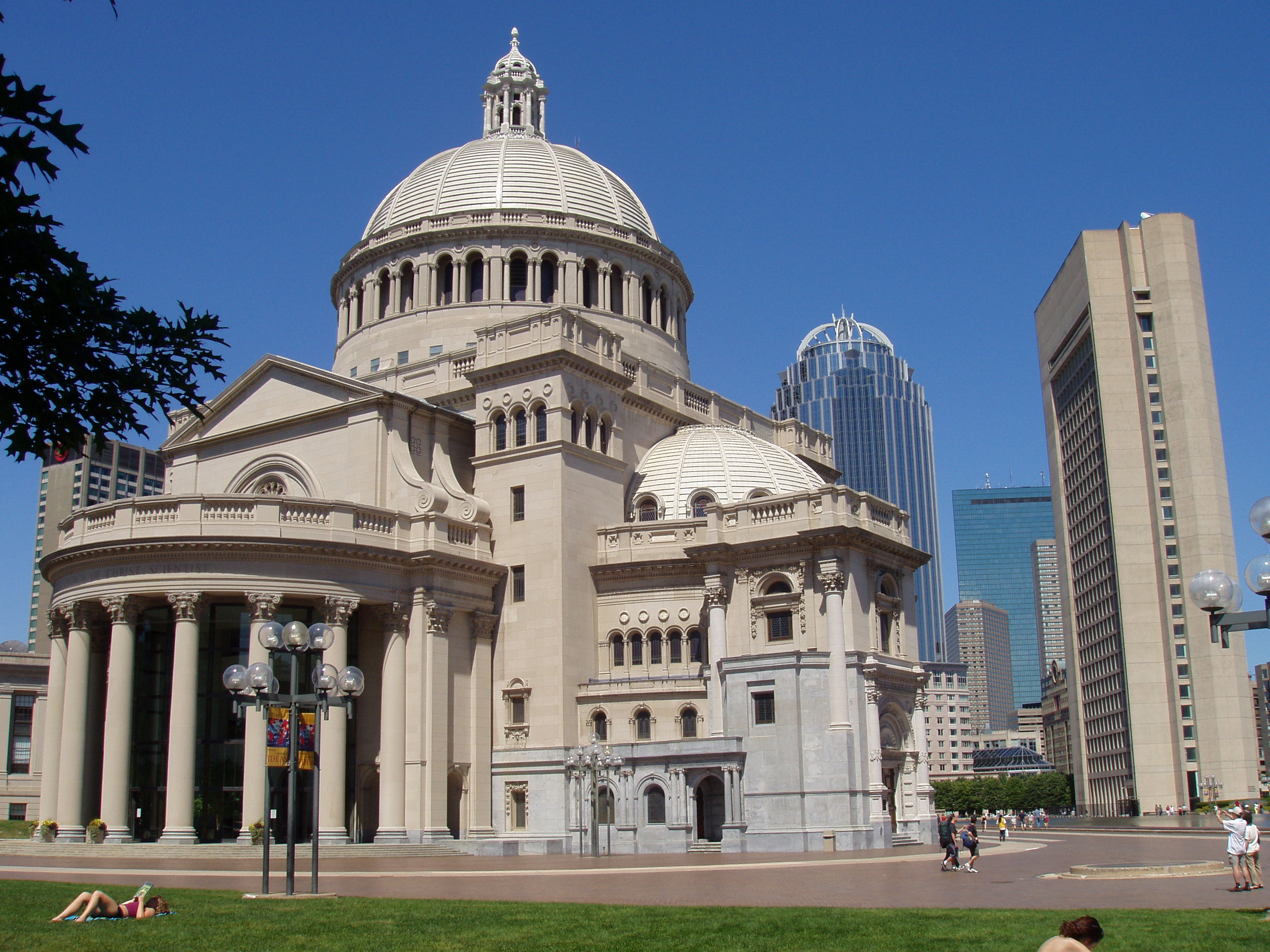
Świątynia Stowarzyszenia Chrześcijańskiej Nauki w Bostonie

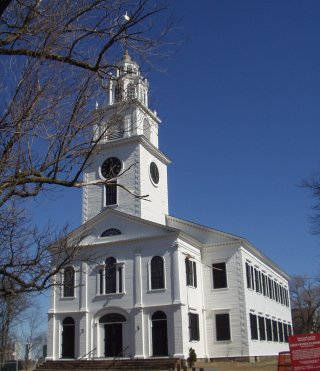
Świątynia w Roxbury

- Protestanci, którzy w XVII wieku skolonizowali dzisiejszą Nową Anglię, początkowo stanowili niemal 100% populacji. Pierwotnie, ze względu na przekonania religijne, dominowała wśród nich niechęć, a nawet nienawiść do nielicznych w wieku XVII i XVIII imigrantów, którzy pozostawali wierni religii rzymskokatolickiej. W następnych wiekach struktura religijna w Nowej Anglii uległa znacznemu przeobrażeniu, bowiem coraz liczniejsi imigranci z Irlandii, Włoch, Portugalii i Polski (a obecnie także z Dominikany i Portoryko), doprowadzili do tego, że obecnie katolicy są najliczniejszą grupą wyznaniową na tych terenach. Katolicy przeważają we wszystkich sześciu stanach Nowej Anglii, lecz jeśli liczyć wszystkich protestantów jako całość, przeważaliby oni jednak w stanach Maine i New Hampshire.
- W Nowej Anglii mieszka nieliczna[4] mniejszość żydowska. Wielu naukowców, w tym także noblistów pochodzenia żydowskiego studiowało, pracowało bądź nadal pracuje na tamtejszych uniwersytetach. Amerykanie żydowskiego pochodzenia są również właścicielami i pracownikami renomowanych kancelarii prawniczych w Bostonie.
- W stanie Vermont urodzili się Joseph Smith i Brigham Young, prorocy i założyciele Kościoła Jezusa Chrystusa Świętych w Dniach Ostatnich.

| Religia             | Procent |
| ------------------- | ------- |
| Katolicy            | 32%     |
| Niewierzący         | 12%     |
| Baptyści            | 10%     |
| Kościół Episkopalny | 6%      |
| Metodyści           | 4%      |
| Luteranie           | 4%      |
| Kongregacjonaliści  | 2%      |
| Inni                | 30%     |

| Religia                           | Procent |
| --------------------------------- | ------- |
| Protestanci (całość) w tym m.in.: | 56%     |
| Baptyści                          | 16%     |
| Metodyści                         | 9%      |
| Pentekostaliści                   | 4%      |
| inni protestanci                  | 24%     |
| Katolicy                          | 25%     |
| Niewierzący                       | 17%     |
| Inni                              | 2%      |

| Religia                          | Procent |
| -------------------------------- | ------- |
| Katolicy                         | 47%     |
| Protestanci(całość) w tym m.in.: | 31%     |
| Kongregacjonaliści               | 4%      |
| Baptyści                         | 4%      |
| wierni Kościoła Episkopalnego    | 3%      |
| inni protestanci                 | 20%     |
| Niewierzący                      | 17%     |
| Żydzi                            | 2%      |
| Inni                             | 3%      |

| Religia                           | Procent |
| --------------------------------- | ------- |
| Protestanci (całość) w tym m.in.: | 43%     |
| Kongregacjonaliści                | 7%      |
| Baptyści                          | 7%      |
| wierni Kościoła Episkopalnego     | 4%      |
| inni protestanci                  | 25%     |
| Katolicy                          | 35%     |
| Niewierzący                       | 19%     |
| Inni                              | 3%      |

| Religia                          | Procent |
| -------------------------------- | ------- |
| Katolicy                         | 56%     |
| Protestanci(całość) w tym m.in.: | 28%     |
| wierni Kościoła Episkopalnego    | 8%      |
| Baptyści                         | 6%      |
| inni protestanci                 | 10%     |
| Niewierzący                      | 13%     |
| Żydzi                            | 2%      |
| Inni                             | 1%      |

| Religia                           | Procent |
| --------------------------------- | ------- |
| Katolicy                          | 38%     |
| Protestanci (całość) w tym m.in.: | 29%     |
| Kongregacjonaliści                | 6%      |
| Metodyści                         | 6%      |
| Kościół Episkopalny               | 4%      |
| Baptyści                          | 3%      |
| Niewierzący                       | 22%     |
| Inni                              | 11%     |

## Geografia i klimat
Nowa Anglia (40°58′N – 47°28′N i 66°57′W – 73°44′W) leży w północno-wschodniej części Stanów Zjednoczonych. Od północy graniczy z Kanadą (prowincje Nowy Brunszwik i Quebec), a od zachodu ze stanem Nowy Jork. Południową i wschodnią granicę Nowej Anglii wyznacza Ocean Atlantycki (zatoki Maine i Massachusetts). Powierzchnia tego regionu wynosi 181,440 km², czyli ok. 2% powierzchni Stanów Zjednoczonych.
Geografia Nowej Anglii została ukształtowana głównie za sprawą działalności lodowca, który ustąpił z tych terenów tysiące lat temu. Zlodowacenie zostawiło po sobie głównie postrzępione wybrzeże i łagodne stoki górskie, a na nadmorskich nizinach sporo jest pozostałych z tego okresu polodowcowych jezior i bagien. Najwyższym szczytem Nowej Anglii jest wysoka na 1917 m, znajdująca się w stanie New Hampshire góra Waszyngtona, która jest najwyższym szczytem jednego z pasm Appalachów – Gór Białych. Góra ta słynie z nieprzewidywalnej pogody i huraganowych wiatrów (nawet 372 km/h). W regionie pełno jest również rzek i strumieni. Główną rzeką jest długa na 640 km, z dorzeczem o powierzchni 29 138 km², Connecticut River. Największym jeziorem jest leżące na granicy amerykańsko-kanadyjskiej jezioro Champlain. Powierzchnia tego jeziora wynosi 1130 km².
Klimat leżącej na atlantyckim wybrzeżu Nowej Anglii jest ściśle związany zarówno z działalnością zimnego Prądu Labradorskiego, jak i obecnością długich pasm górskich ciągnących się od stanu Connecticut do samej granicy amerykańsko-kanadyjskiej w stanie Maine. Nowoangielski klimat znany jest przede wszystkim ze swojej nieprzewidywalności i różni się w zależności od regionów. W północnych, bardziej górzystych stanach Maine, New Hampshire i Vermont klimat jest wilgotny, kontynentalny, z krótkim i dość chłodnym latem i mroźną zimą. Południowe stany Connecticut, Massachusetts i Rhode Island mają również klimat wilgotny kontynentalny z mroźnymi zimami, lecz występują tam znacznie cieplejsze lata. Wiosny są przeważnie deszczowe i mgliste. Średnia suma opadów waha się między 1000 a 1500 mm rocznie, z tym, że w północnych stanach Vermont i Maine opadów jest mniej i roczna suma opadów waha się tam między 500 a 1000 mm. Zimą zazwyczaj pada około 2500 mm śniegu. Z tego powodu stany New Hampshire i Vermont z licznymi kurortami stały się popularnymi wśród narciarzy miejscami.

## Historia

### Przed kolonizacją
Nowa Anglia, na długo przed przybyciem europejskich kolonizatorów, była zasiedlona przez liczne plemiona indiańskie (Abenakowie, Penobscotowie, Wampanoagowie i wiele innych) posługujące się językami algonkiańskimi. W momencie przybycia kolonizatorów Abenakowie zamieszkiwali tereny obecnych stanów Vermont, New Hampshire, a także zachodnią część obecnego stanu Maine oraz część Quebecu. Penobscotowie zasiedlili tereny wzdłuż rzeki Penobscot w stanie Maine, zaś Wampanoagowie zamieszkiwali tereny obecnych stanów Massachusetts (południową część), Rhode Island oraz wyspy Nantucket i Martha’s Vineyard.

### Plymouth Council dla Nowej Anglii

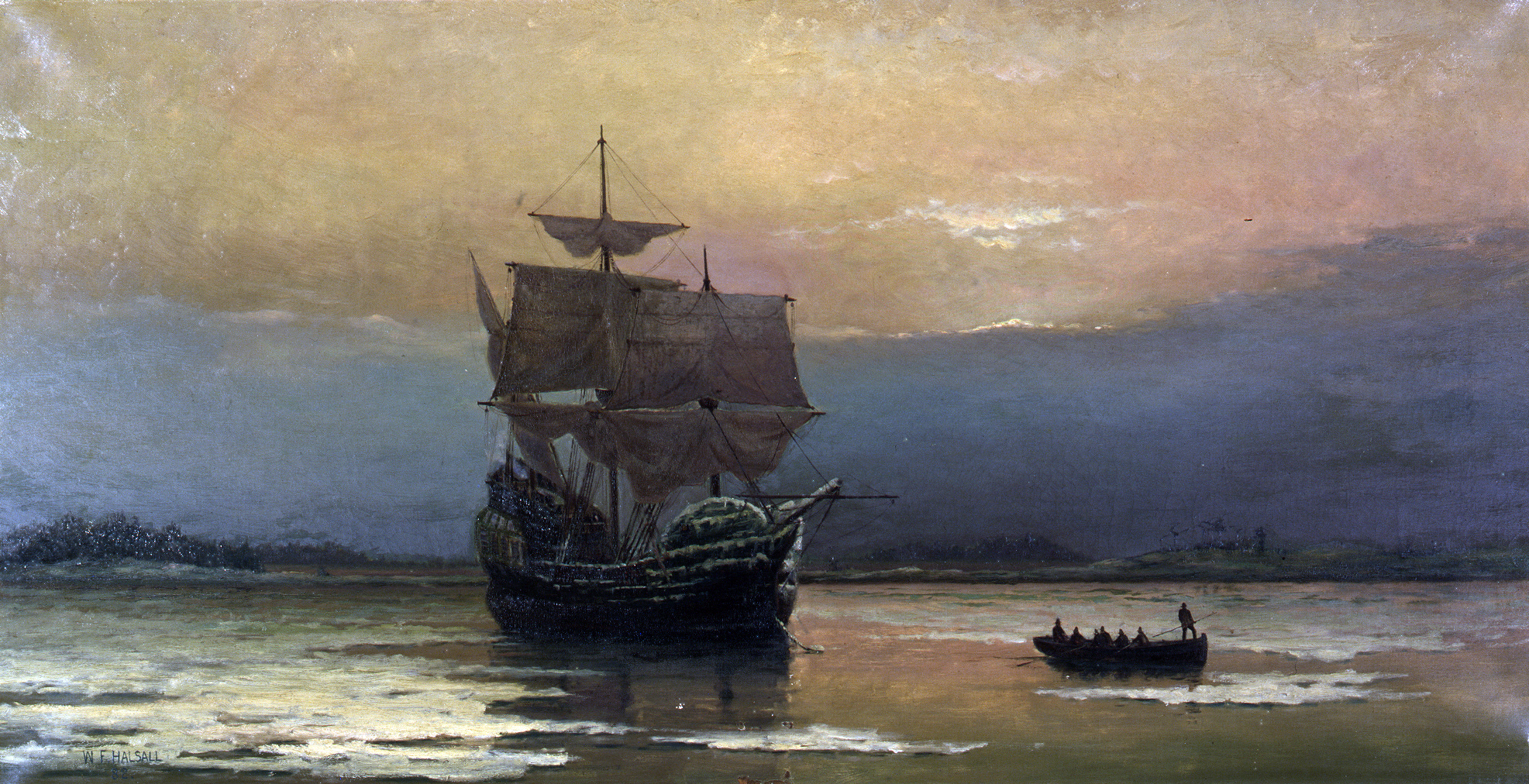
„Mayflower w zatoce Plymouth” William Halsall, 1882

Nazwa „Nowa Anglia” została oficjalnie usankcjonowana 3 września 1620, kiedy statut the Virginia Company of Plymouth został zastąpiony królewskim statutem dla Plymouth Council for New England – spółki akcyjnej założonej w celu kolonizacji i zarządzania regionem. Krótko potem, w grudniu 1620, stałe osiedlanie się na tych terenach zostało rozpoczęte przez Pielgrzymów (angielskich separatystów religijnych przybyłych z Holandii), którzy założyli osadę Plymouth. Wkrótce potem, w 1630, została założona osada Boston, która obecnie jest największym miastem w regionie.
Wygnany z Massachusetts Roger Williams osiadł na południu i założył Providence (obecną stolicę najmniejszego stanu Ameryki – Rhode Island). W tym samym 1636 roku, 3 marca, kolonia Connecticut uzyskała statut i stworzyła własny rząd. Warto również zaznaczyć, że w tym samym czasie Vermont nie został jeszcze zasiedlony, a terytoria New Hampshire i Maine były zarządzane przez Massachusetts.

### Konfederacja Nowej Anglii
W tych wczesnych latach relacje między kolonistami a rdzennymi mieszkańcami układały się różnie – od pokojowej koegzystencji po walki zbrojne. Sześć lat po najkrwawszej wojnie (z ludem Pequot) w 1640, Massachusetts Bay, Plymouth, New Haven i Connecticut połączyły się w luźny związek nazwany Konfederacją Nowej Anglii (oficjalna nazwa Zjednoczone Kolonie Nowej Anglii – „The United Colonies of New England”). Konfederacja została założona w celu koordynowania wzajemnej obrony przeciwko możliwym atakom ze strony Indian, Holendrów z Nowej Holandii na zachodzie, Hiszpanów z południa i Francuzów z północy. Konfederacja straciła wpływy, kiedy Massachusetts odmówiła włączenia się do wojny przeciwko Holendrom.
Pierwsze monety wybijane w koloniach były produkowane przez Massachusetts Bay Colony. Pierwsze serie były zaprojektowane prosto. Na awersie widniały litery „NE’ (New England), a na rewersie znajdowały się różne wzory.

### Dominium Nowej Anglii
W 1686 król Jakub II Stuart zaniepokojony zwiększającą się samodzielnością kolonii (szczególnie z powodu ustanawiania przez kolonie własnych statutów), zlekceważył Akty Nawigacyjne i zwiększył siły militarne w tym regionie, tworząc Dominium Nowej Anglii (administracyjną unię skupiającą wszystkie angielskie kolonie tego regionu). Dwa lata później prowincje Nowy Jork (Nowy Amsterdam) i New Jersey dołączyły do Dominium, odłączając się od Holendrów. Unia narzucona z zewnątrz, sprzeczna z zakorzenionymi w tym regionie tradycjami demokratycznymi, była bardzo niepopularna wśród kolonistów.
Po Chwalebnej Rewolucji w 1689 statuty większości kolonii zostały zmodyfikowane, wraz z mianowaniem Królewskiego Gubernatora w prawie każdej kolonii. Powodowało to napięcia między Królewskimi Gubernatorami, ich urzędnikami a urzędnikami wybranymi przez kolonistów. Gubernatorzy żądali bezwzględnej władzy, co napotkało opór ze strony wszystkich warstw lokalnych urzędników. Większość z nich nie stosowała się do żądań Gubernatorów i rządziła tak, jak wtedy, gdy Gubernatorów jeszcze nie było. Napięcie to przerodziło się w rewolucję amerykańską, która zmieniła się w wojnę o niepodległość Stanów Zjednoczonych.

### Region Stanów Zjednoczonych
Po wojnie kolonie zostały połączone w większą unię (lecz nie federalistyczną) nazwaną Stanami Zjednoczonymi Ameryki. W XVIII i na początku XIX wieku Nowa Anglia nadal była bardzo ważnym regionem w kraju, jednakże z czasem rola tego ośrodka zaczęła spadać i dziś wpływy regionu są znacznie mniejsze niż na początku istnienia USA. W czasie wojny brytyjsko-amerykańskiej w 1812 roku Nowa Anglia była o krok od wystąpienia z Unii. Powodem tego był bunt handlowców, którzy sprzeciwiali się wojnie z ich największym partnerem handlowym – Wielką Brytanią.
Z wyjątkiem kanadyjskiej prowincji Nowa Szkocja, Nowa Anglia jako jedyny amerykański region odziedziczył nazwę królestwa z Wysp Brytyjskich. Nowa Anglia ma dobrze zachowany charakter regionalny, szczególnie, jeśli chodzi o historyczne miejsca. Początkowo prawie jednolita pod względem narodowościowym, Nowa Anglia stała się wkrótce celem osiedlenia dla fali imigrantów z Włoch, Irlandii, Quebecu, Polski, Azji, Ameryki Łacińskiej.

## Polonia w Nowej Anglii
Według spisu ludności z roku 2000 Nową Anglię, która powierzchniowo jest dwa razy mniejsza od Polski, zamieszkuje około 750 tysięcy Polaków. Głównym skupiskiem Polonii są stany Massachusetts, gdzie mieszkają około 323 tysiące Polaków i osób polskiego pochodzenia, co stanowi nieco ponad 6,1% mieszkańców, oraz Connecticut, gdzie mieszkają 284 tysiące Polaków, co stanowi 8,3% mieszkańców. Obecnie emigranci z Polski osiedlają się głównie w okolicach Bostonu.
Duży wpływ na życie Polonii i kultywowanie tradycji polskich mają polonijne parafie rzymskokatolickie w Nowej Anglii.
W Nowej Anglii działa wiele organizacji polonijnych, z których najważniejsze to działające w Bostonie Polish Cultural Foundation i Polish-American Networking Organization. Przy Uniwersytecie Yale działa organizacja studencka Yale Polish Students’ Society, zrzeszająca studentów pochodzenia polskiego. Szczególną rolę w środowisku polonijnym odgrywa działająca od stycznia 1998 roku Polish Cultural Foundation, która przeprowadziła od tego czasu kilkadziesiąt imprez kulturalnych i charytatywnych oraz dąży do ustanowienia w Bostonie Centrum Kultury Polskiej.
|   | Stan Nowej Anglii | Liczba Polaków (2000) | % całej populacji |
| - | ----------------- | --------------------- | ----------------- |
| 1 | Massachusetts     | 323 000               | 6,1%              |
| 2 | Connecticut       | 284 000               | 8,3%              |
| 3 | New Hampshire     | 51 000                | 4,1%              |
| 4 | Rhode Island      | 43 000                | 4,1%              |
| 5 | Maine             | 25 000                | 2%                |
| 6 | Vermont           | 20 500                | 3,4%              |